# Preußisch Wäldchen
Preußisch Wäldchen war ein Ort im Kreis Heiligenbeil in Ostpreußen. Seine Ortsstelle liegt heute im Bereich des Munizipalkreises Rajon Bagrationowsk (Stadtkreis Preußisch Eylau) in der Oblast Kaliningrad (Gebiet Königsberg (Preußen)) der Russischen Föderation.

## Geographische Lage
Die Ortsstelle Preußisch Wäldchens liegt im südlichen Westen der Oblast Kaliningrad, 22 Kilometer nordöstlich der früheren Kreisstadt Heiligenbeil (russisch Mamonowo) bzw. 29 Kilometer nordwestlich der heutigen Rajonshauptstadt Bagrationowsk (deutsch Preußisch Eylau).

## Geschichte
Der kleine Gutsort Preußischwäldchen wurde 1702 gegründet und hieß bereits vor 1785 offiziell Preußisch Wäldchen. Ab 1874 ist der Gutsbezirk Preußisch Wäldchen Teil des damals neu errichteten Amtsbezirks Kukehnen (russisch Ladoschskoje) im ostpreußischen Kreis Heiligenbeil. 21 Einwohner zählte der Gutsort im Jahre 1910.
Am 30. September 1928 verlor Preußisch Wäldchen seine Eigenständigkeit, als es sich mit dem Gutsbezirk Amalienwalde (ohne Bruch Wedderau) und den Landgemeinden Albenlauk und Plössen (russisch Priwolnoje) zur neuen Landgemeinde Plössen zusammenschloss.
Mit dem gesamten nördlichen Ostpreußen kam Preußisch Wäldchen 1945 in Kriegsfolge zur Sowjetunion. Dann aber verlor sich seine Spur. Vielleicht war das Dorf anfangs noch besiedelt, doch wird es offiziell nicht mehr genannt, auch ein russischer Ortsname ist nicht bekannt. So könnte es in Priwolnoje aufgegangen sein, offiziell gilt es als untergegangen.

## Religion
Preußisch Wäldchen war bis 1945 in das Kirchspiel der evangelischen Kirche Zinten (russisch Kornewo) in der Kirchenprovinz Ostpreußen der Kirche der Altpreußischen Union einbezogen.

## Verkehr
Die nicht mehr wahrnehmbare Ortsstelle Preußisch Wäldchens liegt südlich der Regionalstraße 27A-002 (ex R 516, heute auch E 28, einstige „Berlinka“) und ist über Landwegsverbindungen von der Straße Kornewo (Zinten)–Laduschkin (Ludwigsort) aus zu erreichen.